# Endoskop
Ein Endoskop (gebildet aus altgriechisch ἔνδον éndon, deutsch ‚innen‘ und altgriechisch σκοπεῖν skopein, deutsch ‚beobachten‘) ist ein Gerät, mit dem das Innere von Organismen oder technischen Hohlräumen untersucht und manipuliert werden kann. Die als Endoskopie bezeichnete Anwendung des Endoskops wurde ursprünglich für die humanmedizinische Diagnostik entwickelt. Heute wird sie auch für minimal-invasive operative Eingriffe an Mensch und Tier sowie in der Technik zur Sichtprüfung schwer zugänglicher Hohlräume eingesetzt.

## Grundarten und Arbeitsdurchmesser
Zu den Endoskopen zählen die starren und flexiblen Endoskope und deren Unterarten.
Für Endoskope werden herstellerbezogen oft unterschiedliche Namen verwendet, so z. B. für starre Endoskope: Boreskope oder auch Boroskope, Technoskope, Autoskope, Intraskope; für flexible Glasfaser-Endoskope u. a. Fiberskope oder Flexoskope.
Gebräuchliche Arbeitsdurchmesser von starren Boreskopen sind 1,6 bis 19 mm. Halbstarre Boreskope (auch elastische oder semiflexible genannt) sind ab 1,0 mm, flexible Endoskope von 0,3 bis 15 mm und Videoendoskope von 3,8 bis 12 mm erhältlich.

### Starre Endoskope

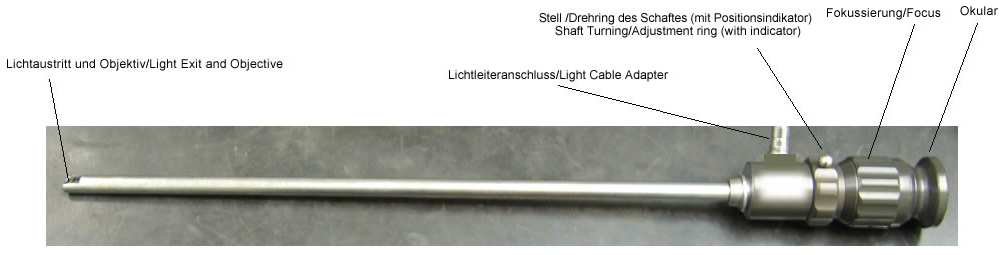
Starres Endoskop

Ein starres Endoskop (englisch rigid borescope) leitet die Bildinformationen des zu untersuchenden Objektes bzw. Raumes durch ein Linsensystem im Inneren des Endoskopschaftes an das Okular weiter. Beispiele sind das technische Boreskop und im Medizinbereich das Arthroskop und Zystoskop.
Stark verbreitet ist das von Harold H. Hopkins entwickelte Stablinsensystem. Hier wird das Licht durch Stablinsen aus Quarzglas geleitet und an Luftlinsen zwischen den Stäben gebrochen. Diese sehr lichtstarke Bauweise ermöglicht kleinere Linsendurchmesser. Die meisten aktuellen Endoskope bieten durch einen Fokussierungsring in der Nähe des Okulars die Möglichkeit, das Bild auch für Brillenträger auf die optimale Schärfe einzustellen. Das für die Untersuchung / Inspektion notwendige Licht der Lichtquelle wird über den angeschlossenen Lichtleiter ebenfalls im Inneren des Schaftes durch Glasfaserbündel an die Spitze des Endoskopes transportiert. Der Preis eines starren Endoskopes hängt von der Güte der verwendeten Linsen, den Blick / Sichtwinkel des Objektivs und der Arbeitslänge bzw. dem Arbeitsdurchmesser ab. Im Mittel handelt es sich hier um einen Betrag im eher niedrigeren vierstelligen Eurobereich.
Starre Endoskope mit objektivseitig reflektierendem Schwenkprisma können in Hohlräumen zur Seite blicken. Durch Drehen des Endoskops in seiner Hauptachse und Schwenken des die Blickrichtung davon ablenkenden Prismas lässt sich ein größerer Raumwinkel im Hohlraum abtastend betrachten. Ähnliches leistet schon ein kleiner polierter Metallspiegel, der durch biegsamen Draht und Aufsteckhülse mit dem Endoskopobjektivkopf verbunden ist.

### Flexible Endoskope

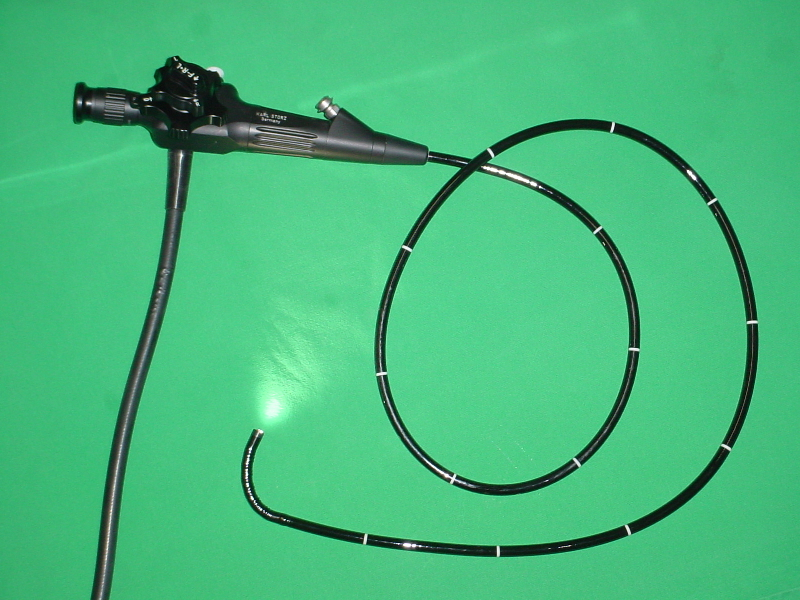
Flexibles Endoskop (Fiberskop)

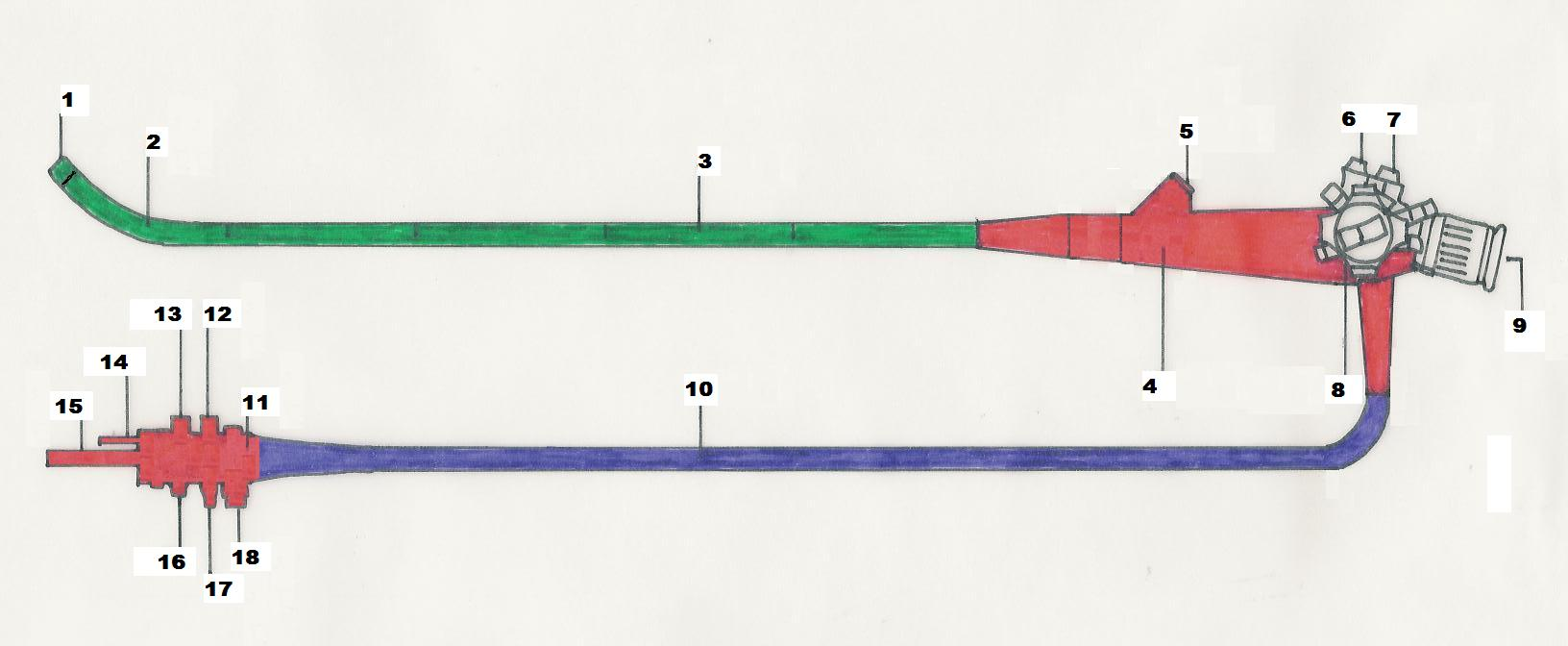
Flexibles Endoskop schematisch (Fiberskop)

Bei einem flexiblen Endoskop (bzw. Flexoskop oder englisch Fiberscope, die Namensgebung ist z. T. Herstellerabhängig) werden Bild und Licht über Glasfaserbündel übertragen. Beispiele sind das technische Flexoskop und im medizinischen Bereich das Gastroskop, Koloskop, Bronchoskop und Arthroskop. Auch der Herzkatheter gehört zur Klasse der Endoskope.
Ab einem praktikablen Durchmesser sind Fiberskope/Videoskope auch mit auswechselbaren statt festmontierten Objektiven (Vor/Seit oder Rückwärts) sowie Arbeitskanälen zum Einführen von mikromechanischen Geräten (kleine Zangen oder Greifer) in den Untersuchungs- bzw. Inspektionsraum erhältlich. Flexible Glasfaser-Endoskope (Fiberskope) und Video-Endoskope (Videoskope) besitzen meist eine über eingebaute Bowdenzüge fernsteuerbare Gerätespitze. Diese kann je nach Modell und Durchmesser nach 2 (auf-ab) oder nach 4 Seiten (auf-ab und rechts-links) teilweise bis zu 180° abgewinkelt werden. Die Länge dieser Spitze kann je nach Durchmesser zwischen 30 und 70 mm liegen. Im Handgriff des Gerätes ist eine Mechanik eingebaut, die über Kippbügel oder Handräder auf die Bowdenzüge einwirkt und diese Bewegung der Spitze ermöglicht.
Siehe auch: Medizinische Endoskopie und Mikromechanik

### Videoendoskope

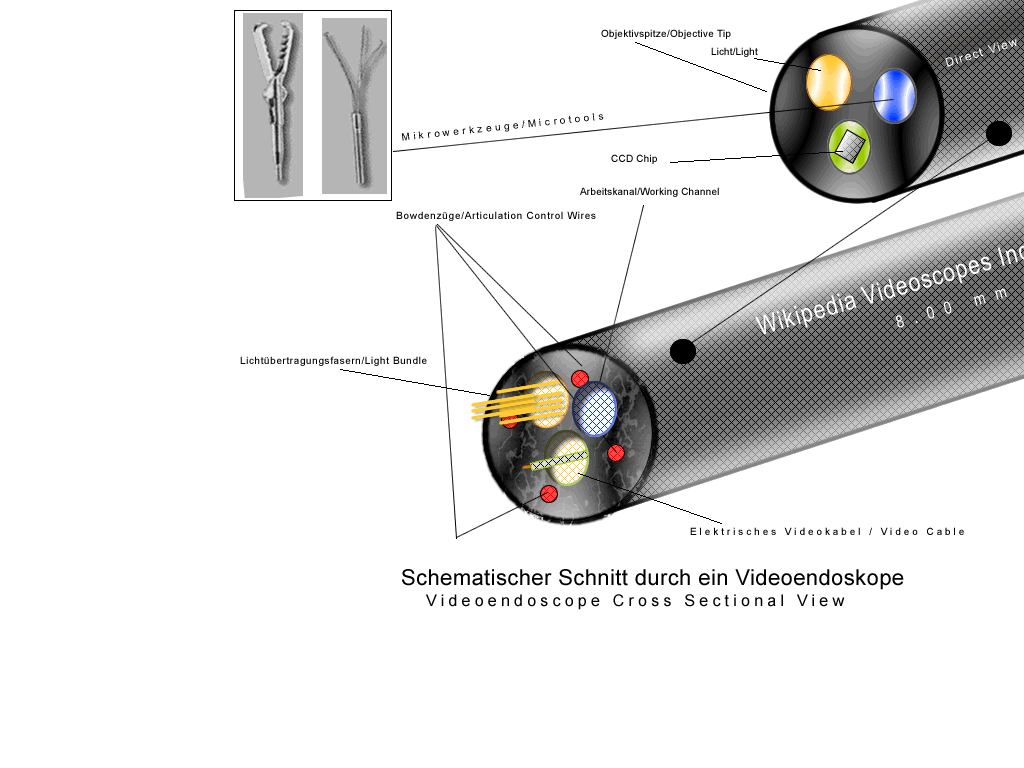
Videoendoskop im Querschnitt

Die jüngste Unterart der flexiblen Endoskope bilden die Videoendoskope, oft auch Videoskope genannt (englisch Videoscope bzw. Videoprobe), wobei die Namensgebung herstellerabhängig ist. Videoendoskope eröffnen ein neues Kapitel in der modernen Endoskopie, da sie zur Bilderzeugung und -übertragung Digitaltechnik nutzen. Ein am Objektiv des Videoendoskopes angebrachter Chip erzeugt ein Bild des Untersuchungsobjektes. Beim CMOS-Chip findet die Digitalisierung des Bildsignals auf dem Videochip statt, so dass das an den Videoprozessor übertragene Bild weniger durch elektromagnetische Störungen beeinflusst werden kann, als bei Endoskopen mit CCD-Chip, wo das analoge Signal des Chips erst außerhalb des Endoskopes im sogenannten Videoprozessor zur weiteren Verarbeitung digitalisiert wird. Ein Videoprozessor bereitet die Bildinformation auf und verbindet sie mit Untersuchungsdaten und Patienteninformationen, bevor die Bilder oder Videosequenzen auf dem Betrachtungsbildschirm angezeigt oder auf einem Speichermedium gesichert werden. Auch eine Übertragung ins Kliniknetzwerk kann von hier aus erfolgen. Genau wie Fiberendoskope besitzen auch Videoendoskope eine fernsteuerbar abwinkelbare Gerätespitze, die je nach Verwendungszweck in 2 oder 4 Richtungen bewegt werden kann. Die Steuerung erfolgt mechanisch oder elektronisch. Die mechanische Steuerung erfolgt über ein kleines Getriebe über Kipphebel oder Drehräder. Einige Videoskope haben anstelle der Mechanik kleine Elektromotoren eingebaut, die über einen Joystick die Bowdenzüge steuern.
Videoendoskope haben grundsätzlich eine um ein Vielfaches höhere Auflösung als Fiberendoskope. Die Bildqualität wird maßgeblich von der Qualität des Linsensystems und des Videochips sowie der Beleuchtung des Untersuchungsgebietes und der Nachbearbeitung des Bildsignals im Videoprozessor beeinflusst. Das letzte entscheidende Glied in der Kette der Bildwiedergabe ist der Betrachtungsbildschirm.
Über viele Jahre bot der CCD-Chip die beste Videoqualität. Aufgrund der kompakten Bauform werden in Videoendoskopen auch heute noch meist Chips dieses Typs verwendet. Neueste CMOS-Chips ermöglichen höhere Bildwiederholraten als CCD bei gleichzeitig höherer Auflösung, so dass erste Videoendoskope heute eine Darstellung in 1080p erreichen.
Geräte, die LEDs in der Gerätespitze zur Ausleuchtung nutzen, erreichen aufgrund der geringeren Lichtintensität aktuell noch nicht die gleiche Bildqualität wie jene, die mittels Lichtleiter ausleuchten. Batteriebetriebene LED-Lichtquellen, die direkt am Endoskop befestigt werden, stellen aufgrund der noch schwächeren Ausleuchtung nur eine Sonderlösung für Ausnahmesituationen dar. Die aktuelle Entwicklung der Lichttechnologie stellt die Multi-LED-Lichtquelle dar. Hier wird in einer externen Lichtquelle das Licht von mehreren LEDs gebündelt und wie bei der Xenon-Lichtquelle über einen oder mehrere Lichtleiter auf das Untersuchungsgebiet abgestrahlt. Diese Technik ermöglicht eine Ausleuchtung, die mindestens den gleichen Ansprüchen genügt, wie Xenon-Licht, bei gleichzeitig um ein vielfaches längerer Haltbarkeit der Leuchtmittel und deutlich geringerem Energieverbrauch.
Hersteller digitaler Videoendoskope sind etwa Olympus, Pentax Medical, Fujifilm und Karl Storz.

### Virtuelle Endoskopie
Mit Hilfe moderner Bildgebungstechniken wie CT oder MRT ist es möglich, diese Bilddaten als Basis für eine virtuelle Endoskopie zu verwenden. In diesem Datenraum können Flugpfade (engl. fly-throughs) eingelenkt werden, welche die Nachteile klassischer Endoskopieverfahren – wie eingeschränkte Drehmöglichkeiten, spezifische Bildverarbeitung je nach Technik oder die begrenzte Gewebepenetration – umgehen. Diese Methode ist nicht-invasiv und bietet weitere Vorteile, ist jedoch durch die Auflösung der bildgebenden Verfahren limitiert. Große Polypen und Karzinome werden jedoch mit derselben Verlässlichkeit wie bei konventionellen Methoden erkannt.
Diese Verfahren sind seit den 1990er-Jahren in Entwicklung und werden vor allem bei Kontraindikationen zur konventionellen Endoskopie eingesetzt. Trotz der großen Beliebigkeit der möglichen Perspektiven werden oft dennoch Pfade gewählt, die realen, anatomisch möglichen Verläufen nachempfunden sind, um dem medizinischen Fachpersonal vertraute Anhaltspunkte zu geben.

## Basiskomponenten

Endoskopische Grundausrüstung

Zu einem einfachen Endoskopset gehören:
1. Lichtquelle
2. Lichtleiter
3. Endoskop (mit Bildleiter)

Einzelne Komponenten verschiedener Hersteller lassen sich in der Regel nicht ohne weiteres kombinieren. Ein Lichtleiter oder Endoskop des einen Herstellers kann beispielsweise nicht ohne weiteres an einer Lichtquelle eines anderen Herstellers betrieben werden. Namhafte Hersteller bieten hierfür auf Nachfrage passende Adapter an. Zur Erleichterung der praktischen Arbeit mit Endoskopen werden von der Industrie verschiedene Haltearmsysteme angeboten.

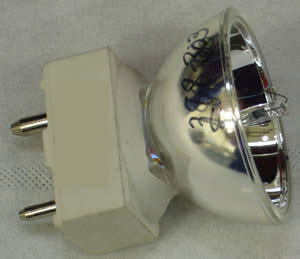
Moderne Xenonlampe

Prinzip eines Bildleiters aus Glasfasern

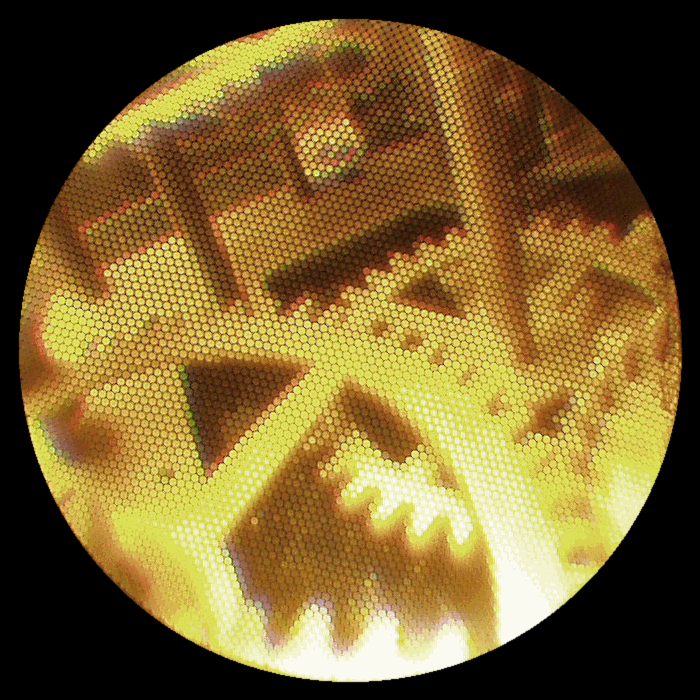
Bild vom Inneren eines Uhrenwerks mittels Glasfaser-Bildleiter. Deutlich erkennbar sind die einzelnen Fasern und Farbfehler, die zu einer reduzierten Bildqualität führen.

### Lichtquellen
Insbesondere die Nutzung digitaler Bildübertragungstechniken (Videoendoskopie) mittels CCD-Chips machte den Einsatz teurer Xenon-Lampen notwendig. Deren Lichtstärke ist zwar exzellent, ihre Standzeit wird jedoch stark von den jeweiligen Ein/Ausschaltzyklen bestimmt. Es gilt: Je mehr Zyklen desto geringer die Standzeit.
Leuchtmittel wie Xenon-Lampen entwickeln während des Betriebes enorm viel Wärme, welche zum größten Teil durch den Infrarotanteil des Leuchtmittelspektrums verursacht wird. Daher muss verhindert werden, dass der IR-Anteil zum Lichtaustritt des Endoskopes gelangt. Moderne Lichtquellen sind daher in der Lichtstärke regelbar, durch einen Ventilator gekühlt, und die infrarote Strahlung wird durch dichroitische Hohlspiegel sowie (zusätzlich) durch Wärmeschutzfilter vor dem Lichtleiter weitgehend aus dem Lichtspektrum entfernt. Diese Systeme werden als Kaltlichtquellen und die Leuchtmittel als Kaltlichtspiegellampen bezeichnet.
Eine weitere und aufgrund des niedrigen Strom-/Kühlungsbedarfs von Vorteil geprägte Entwicklung sind Geräte mit Leuchtdioden (Light Emitting Diode, LED) als Lichtquelle. Die Lichtleistung von LEDs kann sich jedoch zurzeit noch nicht mit der von Xenonlampen messen. Dennoch öffnet diese Technik neue Einsatzgebiete und bietet speziell für Lichtquellen im Akkubetrieb eine interessante Alternative.

### Lichtleiter
Für endoskopische Lichtleiter werden hauptsächlich Glasfasern verwendet. Es gibt aber auch Lichtleiter, die das Licht mittels eines Gels als Transportmedium leiten können. Gellichtleiter, auch Flüssigkeits-Lichtleiter genannt, bieten eine stärkere Lichtausbeute, was besonders für große Räume und die digitale Endoskopie im Allgemeinen von Vorteil ist. Die Flüssigkeitslichtleiter sind in der Regel besser für die Übertragung von UV-Licht geeignet als Glasfasern. Gel/Flüssig-Lichtleiter sind in der Verwendung etwas unhandlicher und nicht so biegsam sowie etwas teurer als Glasfaser-Lichtleiter. Ohne angeschlossenen Lichtleiter sieht man zwar ein Bild durch das Endoskop, dieses ist jedoch zu dunkel, um in geschlossenen Räumen verwertbare Ergebnisse zu erzielen.

### Bildleiter
Bildleiter sind aus vielen Tausend einzelnen Glasfasern mit einem Durchmesser von 7 bis 10 µm aufgebaut. Dies entspricht einer Auflösung je nach Durchmesser von 3.000 bis 42.000 oder 75 × 45 bis 240 × 180 Bildpunkten (Pixeln). Pro Faser kann jeweils eine Helligkeits- und Farbinformation übertragen werden. Der Moiré-Effekt, der durch die Überlagerung des Faserrasters mit dem CCD-Raster entsteht, kann die Qualität des Bildes vermindern, weshalb vermehrt Videoskope bzw. Video-Endoskope mit eingebautem CCD Chip am distalen Ende verwendet werden.

## Messtechnik
Auf dem Gebiet der Messtechnik bieten verschiedene Hersteller Messverfahren an. Jede Messtechnik birgt für sich, für den jeweiligen Verwendungszweck, Vor- und Nachteile. Insbesondere in der technischen Endoskopie werden in vielen Anwendungsgebieten Messsysteme eingesetzt, die heute zum Teil erstaunlich genaue Ergebnisse liefern können. Anwendungsgebiete hierfür sind Flugzeugturbinen oder Kraftwerksbereiche.
Es gibt derzeit vier verwendete berührungslose Messverfahren die in Videoendoskopen, teilweise auch in starren Endoskopen eingesetzt werden:
- Schatten/Videobildmessung („Shadow“)
- „2-Punkt-Laser-Messung“ – Namensgebung z. T. herstellerabhängig

Diese Messarten liefern nur bei einer senkrechten Ausrichtung des Messendoskopes auf die zu messenden Oberfläche eine exakte Messung.
Viel genauer sind die Messverfahren:
- Vergleichsmessung („Stereo“)
- Lasermessung („Multipoint“)

Aktuelle Forschung befasst sich mit der Möglichkeit 3D-Daten endoskopisch zu erfassen. Hierzu wird meist der Ansatz der Streifenprojektion als Variante der flächigen Triangulation eingesetzt. Abhängig von den eingesetzten Optiken können technische Innengeometrien mit Auflösungen im unteren µm-Bereich erfasst und ausgewertet werden.
Wie bei jedem Messgerät hängt die Messgenauigkeit eines Endoskopmesssystems entscheidend von der Schulung und Erfahrung des Anwenders ab.
Ein komplett ausgestattetes, messfähiges Videoendoskop kann einen hohen fünfstelligen Eurobetrag kosten.

## Optik

Sichtwinkel und Wirkung

Blick und Sichtwinkel

### Gesetzmäßigkeiten
Im Zusammenhang mit dem Arbeitsdurchmesser eines Endoskopes gilt:
Je größer der Durchmesser, desto heller und weiter das Bild.
Gemäß den Gesetzen der Optik ergibt sich weiter folgender Zusammenhang zwischen Sichtwinkel und Vergrößerungsfaktor:
Großer Sichtwinkel = geringe Vergrößerung (Weitwinkel in der Fotografie)

Kleiner Sichtwinkel = starke Vergrößerung (Teleobjektiv in der Fotografie)
Im Zusammenhang zwischen der Vergrößerung und dem Abstand von Objektiv und dem zu untersuchenden Gegenstand gilt:
Der Vergrößerungsfaktor beschreibt die Objektgröße im Bild relativ zur realen Objektgröße

und weiter:

Der Vergrößerungsfaktor verhält sich invers proportional dem Abstand: Objektiv/Gegenstand (abhängig von weiteren Faktoren)

### Objektive
| Blickwinkel in Grad ° | Blickrichtung / Bezeichnung              |
| --------------------- | ---------------------------------------- |
| 0                     | Geradeausblick (oblique or direct view)  |
| 30–80                 | Vorausblick (fore oblique or front view) |
| 90                    | Seitblick (right angle or lateral)       |
| 110–120               | Rückblick (retrograde or rear)           |

## Kennzeichnung
Endoskope werden mit einem Schlüssel ihrer Merkmale gekennzeichnet, dieser findet sich in der Regel
am Schaft oder dem Griffstück als Gravur wieder. Es gilt:

| Arbeitsdurchmesser · Blickwinkel · Sichtwinkel |

Ein Endoskop mit folgenden Angaben: 6-70-67 hätte demzufolge die Daten:

Arbeitsdurchmesser = 6,00 mm, Blickwinkel = 70°, Sichtwinkel = 67°.

Ein eher vergrößerndes Endoskop mit einem vorausblickenden Objektiv.

## Zeittafel
- 1806 – Philipp Bozzini (Stadtarzt in Frankfurt) konstruiert und beschreibt erstmals ein starres medizinisches Endoskop und schickt diesen mit Kerzenlicht betriebenen „Lichtleiter“[5] an die Medizinische Universität Wien zur Begutachtung; dort wird es an Leichen ausprobiert und positiv beurteilt.[6]
 Das originale Bozzini-Endoskop galt nach dem Zweiten Weltkrieg als verschollen, wurde jedoch in den USA wiedergefunden und 2001 über die „Internationale Nitze-Leiter-Forschungsgesellschaft für Endoskopie“ an das Wiener „Institut für Geschichte der Medizin“ zurückgegeben.[6] Über seine damalige Anwendung gibt es keinen Beleg.
- 1850/51 – Hermann von Helmholtz entwickelt den Augenspiegel und nutzt ihn praktisch
- 1855 – Weiterentwicklung des „Bozzini“ Endoskopes durch den französischen Chirurgen Antonin Jean Désormeaux. (Er ersetzte die von Bozzini als Lichtquelle verwendete Kerze durch eine Gasbogenlampe.)
- 1865/1867 Entwicklung des Stomatoscops zur Durchleuchtung der Zähne und des Urethroscops zur Durchleuchtung der Blase durch galvanisches Glühlicht durch Julius Bruck.
- 1879 – Der Dresdner Arzt Maximilian Nitze stellt sein mit Hilfe des Wiener Handwerkers Josef Leiter hergestelltes „Zystoskop“ vor
- 1881 – Johann von Mikulicz begründet die Ösophagoskopie und Gastroskopie
- 1902 – D. von Ott führt erstmals eine Douglasskopie zur Inspektion des Douglas-Raums mit einem Zystoskop durch.[7]
- 1912 – urologisches Zystoskop von Otto Ringleb
- 1931 – biegsamer Magenspiegel von Rudolf Schindler
- 1958 – Entwicklung des ersten flexiblen Endoskopes (Flexoskop) durch Basil Hirschowitz
- 1967 – Als Gynäkologe begründet Kurt Semm die moderne Endoskopie
- 1971 – endoskopische Abtragung von Dickdarmpolypen mit einem flexiblen Instrument am 13. März 1971 durch Peter Deyhle an der Universität Erlangen.[8]
- 1976 – Entwicklung des ersten Desinfektionsgerätes für flexible Endoskope durch Siegfried Ernst Miederer und Arbeitsgruppe[9] an der Universität Bonn.
- 2000 – Einführung der Kapselendoskopie[10] in die Praxis

Pionierunternehmen der Endoskopie sind Olympus, Karl Storz und die Richard Wolf GmbH.

## Anwendungsgebiete

### Allgemein
Das Einsatzspektrum der Endoskopie ist breit gefächert. Endoskope werden neben dem Einsatz in der Medizin auch im technischen Bereich (Technische Endoskopie) eingesetzt.

### Technische Endoskopie
Endoskope werden im technischen Bereich heutzutage vielfältig eingesetzt und sind ein wichtiger Baustein der „Zerstörungsfreien Prüfung“ (NDT – Non destructive Testing).
Neben den Endoskopen finden auch andere Methoden wie z. B. das Röntgen-, Wirbelstrom-, Ultraschall-Verfahren oder die Mikroskopie bei der zerstörungsfreien Prüfung Anwendung. Alle genannten Methoden und Verfahren werden dazu genutzt, um die Qualität oder den Verschleiß von Bauteilen zu prüfen.
Bei der obengenannten Überprüfung von Komponenten handelt es sich in der Regel um eine reine Sichtprüfung. Endoskope sind aufgrund ihrer Baueigenschaften vielseitig einsetzbar. Aus diesem Grund können diese für vielfältige Untersuchungen genutzt werden. War in den 1980er Jahren die Dokumentation der gewonnenen Bilder nur unter erschwerten Bedingungen möglich (z. B. über eine Spiegelreflex-Kamera mit speziellen Filtersätzen und langen Belichtungszeiten), ist die Dokumentation der gewonnenen Bilder heute kein Problem mehr. Aufgrund dieser Veränderung ergibt sich eine schier unendliche Anzahl von Prüfmöglichkeiten. Nachfolgend einige Anwendungsbeispiele:
- Archäologie – so wurde z. B. Ötzi endoskopisch untersucht
- Architektur – Endoskopiefotografie in der Architektur wird seit 1954 eingesetzt.
- Polizei und Zoll – zur Lageprüfung von unsicheren Räumen und zur Untersuchung von möglichen Verstecken für Schmuggelware oder Rauschgift.
- Geheimdienste bzw. zur Spionage
- Militär und Waffenindustrie
- Untersuchung von Musikinstrumenten
- Rettung von Verschütteten bei Katastrophen
- Untersuchung von Tierbauten (z. B. Maulwurfgänge oder Vogelnester)
- Bautenschutz – Überprüfung der Isolierung bei Altbauten/Sichtung auf Schädlingsbefall bei Holzbauten/Ursachenforschung bei Wasserschäden
- Denkmalpflege – Große Denkmäler sind oftmals hohl und können mittels Endoskopie auf etwaige korrosive Vorgänge geprüft werden
- Automobilindustrie – Hier wird das Endoskop hauptsächlich zur Prüfung von Hohlraumversiegelungen und Motoren (Verschleiß) eingesetzt.
- Schiffsindustrie (Motoren)
- Industrieanlagen (Kraftwerke, Rohrschweißnähte, Windkraftgetrieben)
- Qualitätssicherung von diversen Bauteilen bis hin zu Platinen
- im Sanitärbereich zur Untersuchung defekter Leitungen

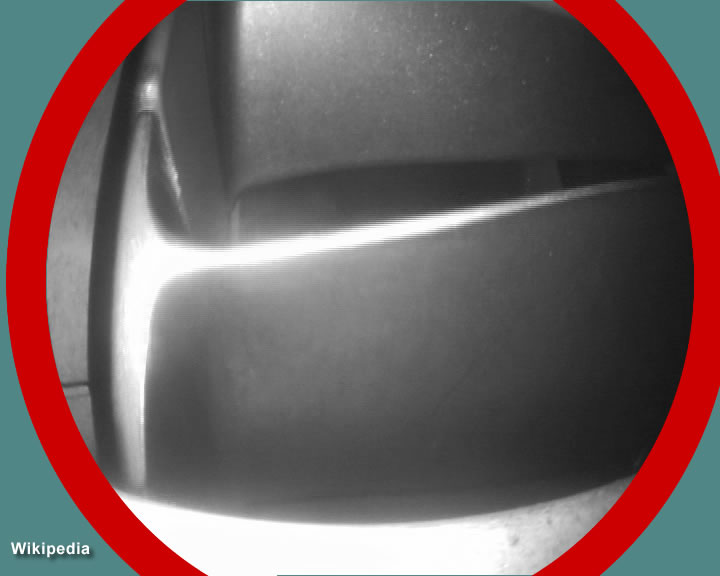
Endoskopischer Blick in ein Flugzeugtriebwerk

- Luftfahrt

#### Geschichte der technischen Endoskopie
In der Luftfahrt wird die Endoskopie seit den 1950er Jahren für die Wartung zum Beispiel von Flugtriebwerken eingesetzt. Unter Zuhilfenahme des Arbeitskanals und von Mikrowerkzeugen können auch kleinere Reparaturen an Triebwerkschaufeln durchgeführt werden. So etablierte sich in diesem Bereich der Begriff Boroskopie (v. engl. Borescope; bore „Bohrloch/Bohrung“). Das Flexoskop findet im Englischen seine Entsprechung als Flexiscope oder Flexoscope. Endoskopie (engl. Endoscopy) stellt den Oberbegriff für diese Technologie dar.

#### Moderne Entwicklungen
Im Zuge steigender Material- und Qualitätsanforderungen werden industrielle Bauteile immer häufiger einer optischen Serienprüfung unterzogen. Bei unzugänglichen Oberflächen werden technische Endoskope als Hilfsmittel eingesetzt. Zur Innenprüfung zylindrischer Objekte, z. B. von einem Hydraulikzylinder, sind dies Endoskope mit einer seitlichen Blickrichtung, d. h. die optische Achse wird mittels Spiegel oder Prisma umgelenkt (vergleichbar mit einem Periskop).
Zur vollständigen Erfassung der Oberfläche müssen Objekt und Endoskop zueinander linear verschoben und rotiert werden. Um die aufwändige Rotationsbewegung zu vermeiden, wurde versucht, die Umlenkspiegel durch kegelförmige Spiegel zu ersetzen, die mit der Spitze auf das Endoskop aufgesetzt wurden. Diese Konstruktionen waren mechanisch, optisch und in der Anwendungspraxis unbefriedigend und haben sich nicht etabliert.
In der Endoskopie werden generell Umlenkprismen gegenüber Spiegeln bevorzugt. Spiegel sind sehr empfindlich bei Staub oder Schmutz und beeinträchtigen das Bild erheblich. Wenn man ein solches Prisma virtuell um die optische Achse des Endoskops rotiert, entsteht ein einfaches Rundblickprisma.
Erstmals wurde 1985 ein Geradeausblick-Endoskop vorn an der Spitze mit einem speziellen Prisma versehen. Das war eine Glaskugel, in die von vorn ein Kegel eingeschliffen wurde, der optisch verspiegelt wurde. Über diesen „Kegelspiegel“ konnte nun die Oberfläche eines Segmentes ringsum auf einen Blick betrachtet werden. Die Anforderung war damals die 100 %-Innenkontrolle an Auto-Hauptbremszylindern. Diese Teile, mit ihren gehonten Innenflächen mussten einwandfrei und ohne Lunker und Kratzer sein. Da es sich um ein wichtiges Sicherheitsteil am Auto handelt, war eine 100 % Kontrolle unumgänglich.
Im Laufe der Jahre wurde diese Technik noch verfeinert und auch anderen Anwendungen und Anforderungen angepasst. Schleift man z. B. anstelle des Kegels einen Radius in die Glaskugel ein, dann erreicht man sogar einen Rückblick und das ringsum. Diese Rundblickprismen, die ein erheblich besseres Bild als Spiegel liefern, wurden ständig weiterentwickelt und erfüllen heute höchste Ansprüche, sind sogar für automatische Bildverarbeitung geeignet.

#### Sonderoptiken

##### Rundblick-Endoskope

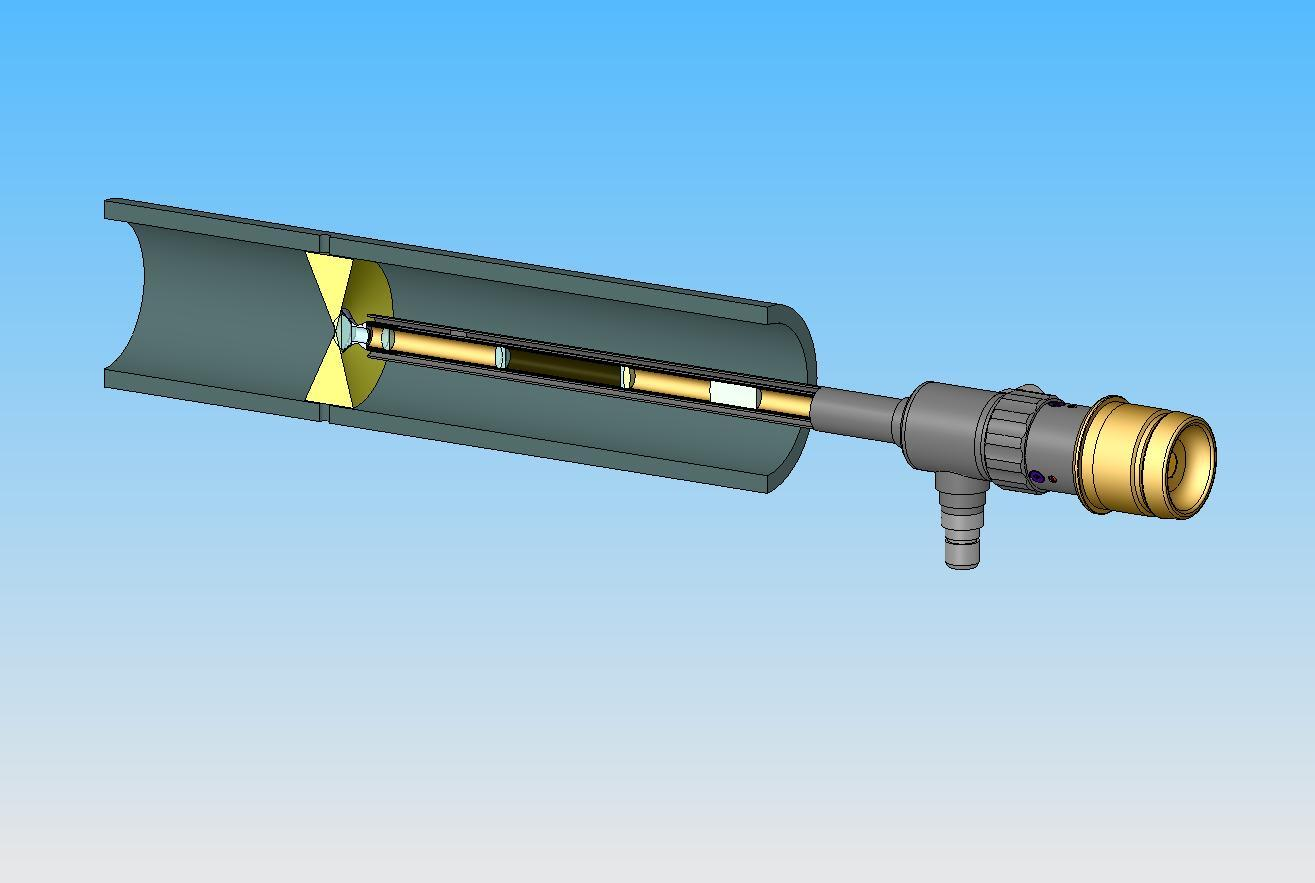
Schnittzeichnung Rundblickendoskop in einem Zylinder

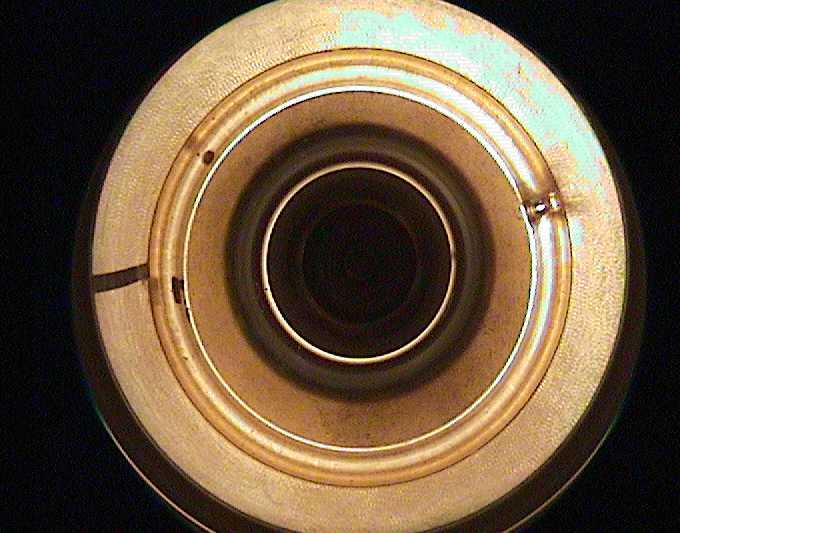
Ringförmiges Bild einer Zylinderwand mit umlaufender Nut und Querbohrungen

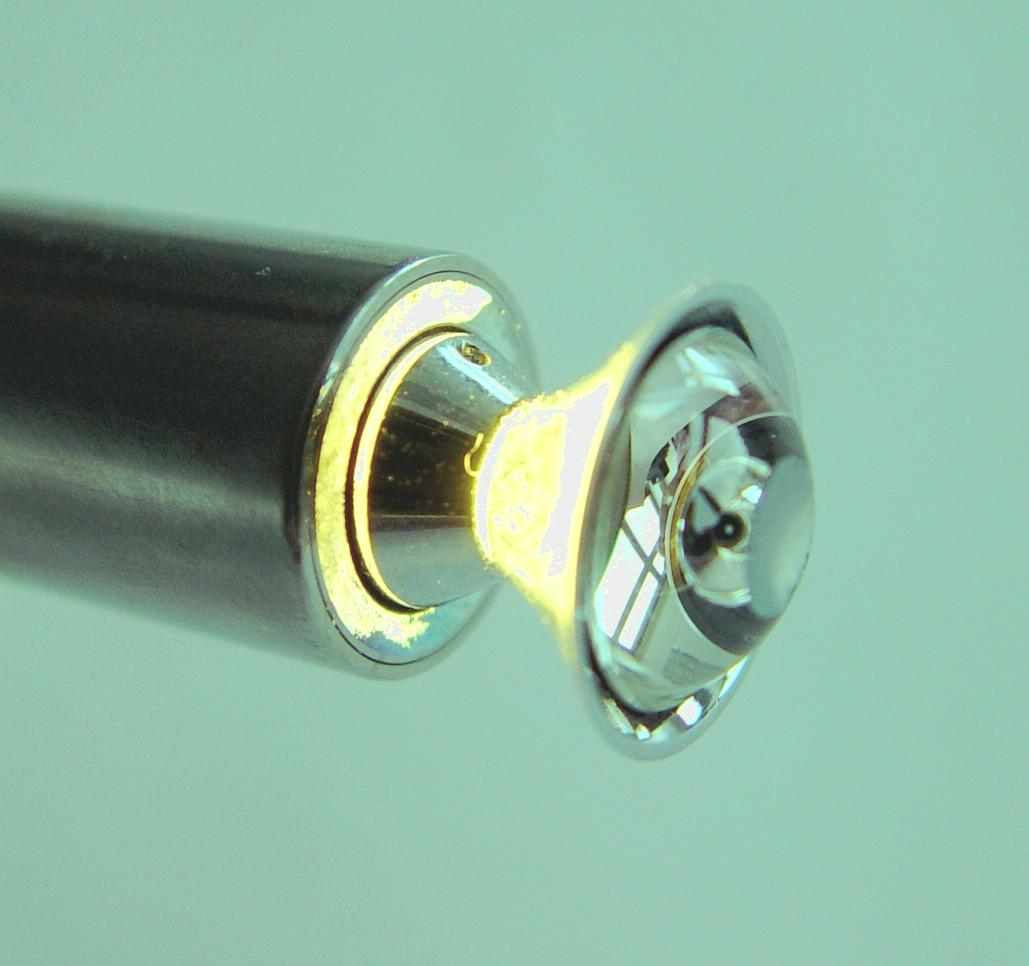
Rundblickprisma an der Spitze eines Rundblickendoskops

Das Rundblickendoskop ist ein spezielles technisches Endoskop (engl. Borescope für Industrie-Endoskop, im Gegensatz zum medizinischen Endoskop) für die Inspektion von zylindrischen Hohlräumen. Ein Endoskop erzeugt im Normalfall ein rundes, scheibenförmiges Bild, ein Rundblickendoskop liefert dagegen ein ringförmiges Bild, d. h. in der Mitte der Austrittspupille befindet sich keine Bildinformation. Dies unterscheidet das Rundblickendoskop grundlegend auch vom Fischaugenobjektiv, bei dem sich die wesentliche Bildinformation in der Mitte der Austrittspupille befindet. Ein Fischaugenobjektiv schaut jedoch hauptsächlich nach vorn, das Rundblick-Prisma jedoch mehr zur Seite, dies jedoch ringsum (siehe Illustration).

##### Bilderzeugung und -wirkung
Das Rundblickprisma besteht aus mehreren ineinander gefügten sphärischen Glasflächen. Es sammelt die gesamte 360°-Bildinformation von einem Längenabschnitt des Zylinders. Die Länge des Abschnittes hängt vom Bildwinkel (Sehfeld, FOV) des Rundblickprismas und dem Abstand der Oberfläche vom Endoskop ab. Bei direkter visueller Betrachtung oder Verwendung einer industrieüblichen Matrixkamera erscheint das Bild radial verzerrt. Die Verzerrung kann entweder über eine nachgeschaltete Bildverarbeitung beseitigt werden oder durch Verwendung einer ringförmigen Zeilenkamera, deren Streifenbilder aneinandergefügt eine verzerrungsfreie Abwicklung der Zylinderinnenwand liefern.

### Medizinische Endoskopie

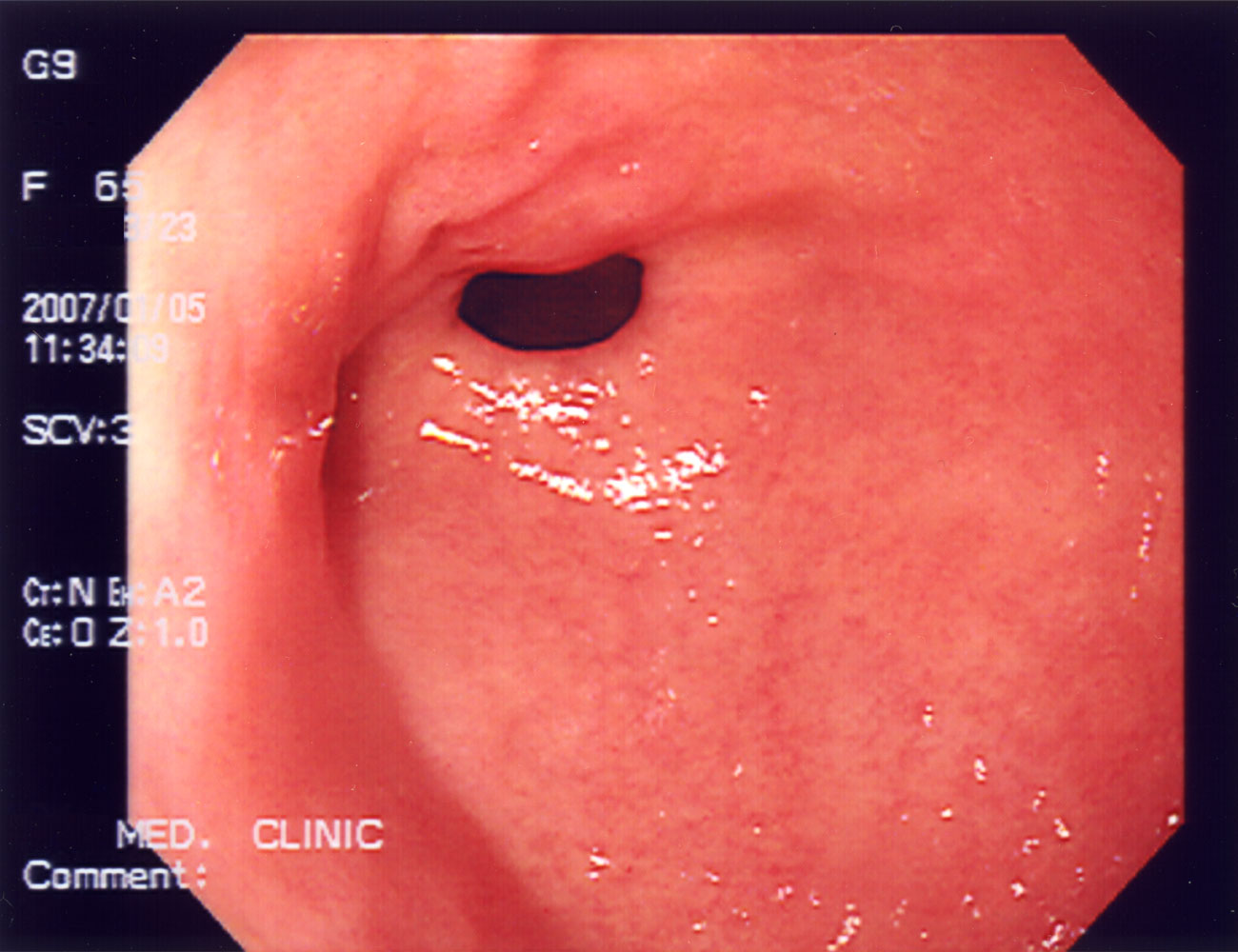
Endoskopie eines menschlichen Magens

Medizinische Endoskope haben die Untersuchung des Magen-Darmtraktes, der Lunge und auch der Gebärmutter revolutioniert. Sogar die ableitenden Tränenwege können endoskopisch untersucht werden.
Die ältesten und einfachsten noch im Gebrauch befindlichen Endoskope bestehen aus einem starren Rohr, durch welches das notwendige Licht hineingespiegelt wird und wodurch man mit dem bloßen Auge sieht. Daher spricht man volkstümlich von „Spiegelung“. Die längeren Geräte waren zusätzlich mit Linsen in einem Schlauch am vorderen Ende ausgestattet und ermöglichten erstmals passiv geringe Bewegungen.
Eine erste Weiterentwicklung bestand darin, ortsfern erzeugtes Licht mit Glasfaserbündeln an die Rohrspitze zu bringen. Der nächste Entwicklungsschritt war, auch die Bildinformation über flexible, geordnete Glasfaserbündel, die Bildleiter, zum Auge des Untersuchers zu übertragen. Erst hiermit wurde das Endoskop wirklich flexibel. Die aktive Steuerung des Gerätes erfolgt seither über vier eingearbeitete Bowdenzüge.
Eine medizinische Endoskopieeinheit umfasst über die unter Basis beschriebenen Komponenten hinaus:
- zwingend

1. einen Luftinsufflator oder eine Gaspumpe zum dosierten Aufblasen von Hohlorganen oder Körperhöhlen (Bauchhöhle), bei denen sonst die Wände auf die Optik fallen oder Details in Falten verdeckt würden.
Im einfachsten Fall ist dies ein Gummiballon mit Ventil (bei der Rektoskopie, siehe unten), der von Hand betätigt wird. Bei flexiblen Endoskopien (Gastroskopie beispielsweise) wird eine drucklimitierte Pumpe verwendet und das Einblasen der Luft vom Endoskopiker mittels Fingerventilen bewirkt. Bei der Bauchhöhlenspiegelung hingegen benutzt man mengen- und drucklimitiert geregelte Automaten und zur Vermeidung einer Luftembolie wird CO2-Gas anstelle von Luft eingeblasen.
2. einen Irrigator: im einfachsten Falle eine mit Kochsalzlösung gefüllte Spritze oder Infusionsflasche
3. eine Absaugpumpe für Schleim und andere unerwünschte flüssige Inhalte der Hohlorgane

- bedarfsweise

1. einen Koagulator zur Blutstillung
2. flexible Werkzeuge. Sie werden über Arbeitskanäle eingebracht.
  - Greif- oder Schneidwerkzeugen zwecks Gewinnung von Gewebeproben
  - Kanülen zur Injektion
  - Drahtelektroden zur Koagulation mit elektrischem Strom.

Heutzutage wird, vor allem unter stationären Bedingungen, das Bild nicht mehr direkt mit dem Auge (weder am starren Rohrendoskop, noch am Okular des flexiblen Endoskops) betrachtet, sondern an einem oder mehreren modernen Monitoren, die die Farbinformation möglichst wenig verfälschen, und die die Arbeit und das Lehren (Kibitzen) ohne Qualitätsverlust bei Tageslicht ermöglichen. Dadurch eröffnet sich zusätzlich auch die Möglichkeit der Aufzeichnung auf Videoträger oder eine Übertragung in Hörsäle.
Eine interessante neuere Entwicklung ist die „Endoskoppille“ oder „Kapselendoskopie“: Eine Minikamera, die peroral in Form einer Pille eingenommen und durch die natürliche Peristaltik durch den Verdauungstrakt transportiert wird, nimmt in fortlaufender Serie Aufnahmen des Darms auf. Die Kapsel ist für den Einweggebrauch (once disposable) konzipiert. Diese Technik wie auch die Auswertung sind aufwendig, aber im Falle verborgener Blutungen oder kleiner Tumoren im Dünndarm als „ultima ratio“ äußerst hilfreich. Ein zeitgleicher therapeutischer Eingriff wie bei den anderen endoskopischen Methoden ist derzeit nicht möglich.
Von großer Wichtigkeit ist die Desinfektion der flexiblen Geräte, die hitzeempfindlich und daher einfachen Methoden nicht zugänglich sind. Heute wird durch moderne Desinfektionsgeräte die Keimarmheit der Endoskope garantiert. Das erste Desinfektionsgerät wurde 1976 von einer Arbeitsgruppe um S.E. Miederer entwickelt.
Die Desinfektion von Endoskopen kann zu einer Belastung der Beschäftigten mit Gefahrstoffen führen, vor allem der Umgang mit Aldehyden (Formaldehyd, Glutaraldehyd etc.). Dazu geben die BG/BIA-Empfehlungen Kriterien an für die dauerhaft sichere Einhaltung von Grenzwerten und damit für den Verzicht auf Kontrollmessungen nach der TRGS 402 in Einrichtungen zur humanmedizinischen Versorgung und Lehrstätten, in denen Endoskope desinfiziert werden. Mithilfe dieser Empfehlungen kann der Arbeitgeber seiner Überwachungspflicht nach der Gefahrstoffverordnung nachkommen.

#### Vorbereitung in der medizinischen Endoskopie
Bei den meisten endoskopischen Untersuchungen erfolgt für den Betroffenen zur Erleichterung eine Prämedikation, das heißt, es wird ein Beruhigungsmittel, zum Beispiel Midazolam, oder das Narkosemittel Propofol gegeben.

#### Medizinische endoskopische Untersuchungs- und Behandlungsmethoden
1. Spiegelung am Magen-Darm-Trakt
  - Speiseröhre (Ösophagoskopie)
  - Magen (Gastroskopie)

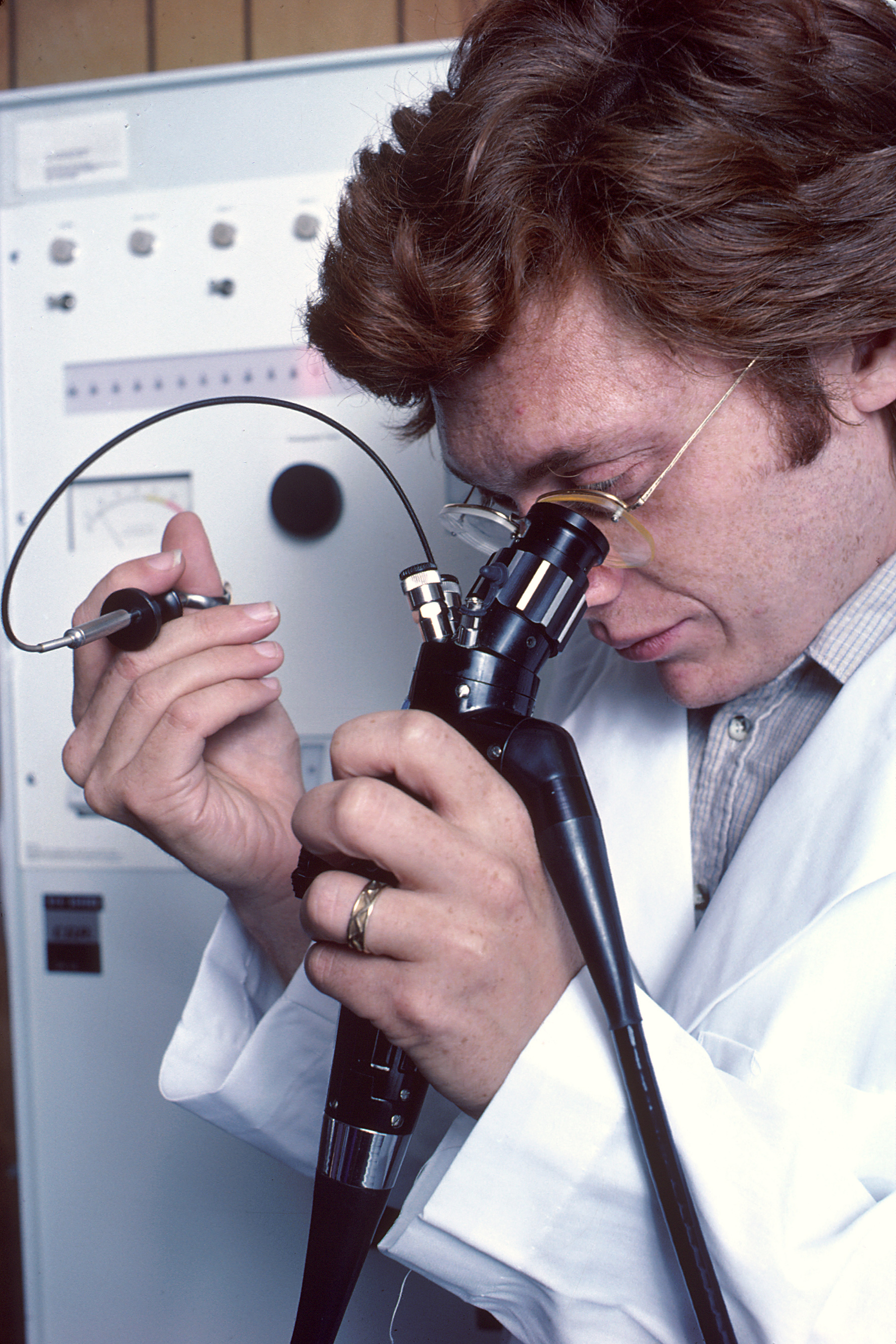
Anwendung eines Endoskops zur Biopsie

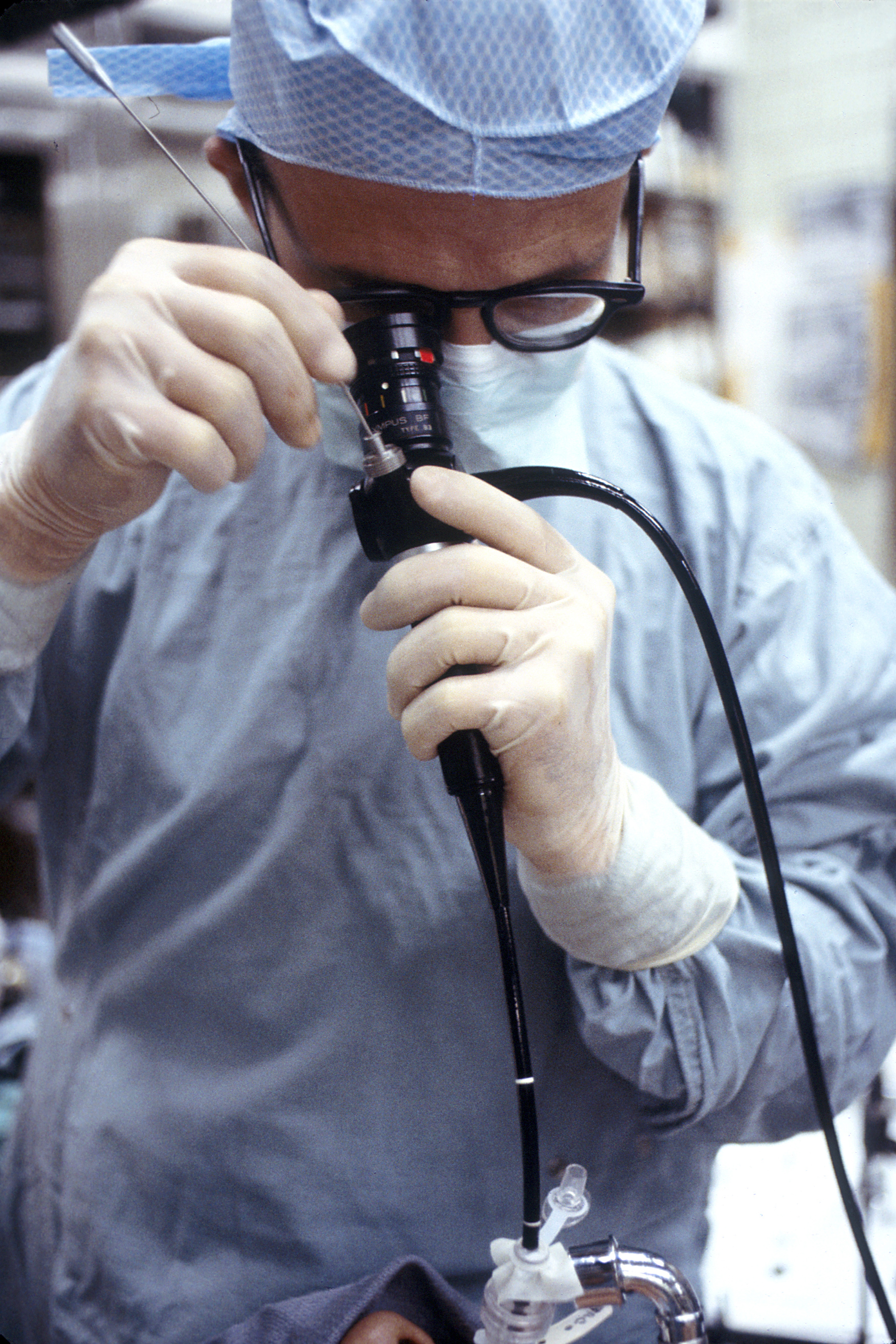
Anwendung eines Endoskops (Bronchoskop)

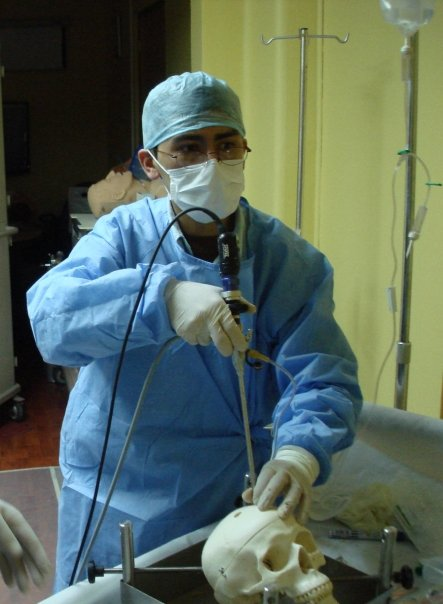
Training mit starrem Endoskop, Santiago de Chile 2007

    - Anlage einer Magenfistel mittels Endoskop (Perkutane endoskopische Gastrostomie (PEG))

  - Speicheldrüsen (Sialendoskopie)
  - Zwölffingerdarm (Duodenoskopie bzw. Gastroduodenoskopie)
    - allein oder
    - mit Röntgendarstellung von Gallengängen und Pankreasgang (ERCP)

  - Gallenwege (Cholangioskopie)
  - Dünndarmspiegelung (Enteroskopie und die Kapselendoskopie)[10]
  - Dickdarmspiegelung (Proktoskopie, Rektoskopie, Sigmoidoskopie, Koloskopie)
2. Spiegelung des Atmungssystems
  - Nasen- und Nasennebenhöhlenspiegelung (Sinuskopie)
  - Endoskopie unter Narkose zur Ermittlung der Ursache des Schnarchens (Somnoendoskopie)
  - Kehlkopfspiegelung (Laryngoskopie)
  - Bronchoskopie
3. Spiegelung des Mittelfells (Mediastinums)
  - Mittelfellspiegelung (Mediastinoskopie)
4. Spiegelung der Gelenke
  - Gelenkspiegelung (Arthroskopie)
5. Spiegelung der Wirbelsäule
  - Wirbelsäulenspiegelung zur Entfernung von Bandscheibenvorfällen oder Spinalkanalstenosen (Foraminoskopie)
6. Spiegelung des Harnsystems
  - Harnblasenspiegelung (Cystoskopie)
  - Harnleiterspiegelung (Ureteroskopie)
7. Spiegelung des Auges und der Anhangsgebilde
  - Spiegelung der ableitenden Tränenwege über den natürlichen Zugang der Tränenpünktchen bis zur Mündung in der Nase
  - Spiegelung des Ziliarkörpers im Auge und gleichzeitige Verödung mit einem Laser (Zyklophotokoagulation) bei Glaukom
  - Spiegelung des Glaskörpers und der Netzhaut und Schaffung eines Arbeitskanals im Rahmen einer Vitrektomie
  - Augenhintergrundspiegelung (Ophthalmoskopie), obgleich hier kein Endoskop im heutigen Sinne zur Anwendung kommt.
8. Spiegelung anderer Organe
  - Spiegelung der Vagina (Scheide) und des in der Vagina gelegenen Muttermundes (Portio vaginalis) (Kolposkopie)
  - Gebärmutterspiegelung (Hysteroskopie)
  - Spiegelung der Milchgänge der weiblichen Brust (Duktoskopie)
9. Spiegelung von Körperhöhlen
  - Spiegelung des Brustkorbs (Thorakoskopie). Diese und die folgende Methode benutzen aber ebenso wie die Arthroskopie keinen natürlichen Zugang.
  - Bauchspiegelung (Laparoskopie), gegebenenfalls mit Peritoneallavage
10. Im weiteren Sinne zählen zur Endoskopie auch:
  - Ohrenspiegelung (Otoskopie, Ohrendoskopie) mit dem Ohrtrichter oder Otoskop
  - Nasenspiegelung (Rhinoskopie) mit dem Spekulum oder einem flexiblen oder starren Nasenendoskop
  - Spiegelung des Rachenraums (Pharyngoskopie zur Untersuchung der Rachenorgane) mit dem Spiegel, Laryngoskop oder dem flexiblen Rhinoskop

Des Weiteren kommen endoskopische Verfahren bei Punktionen, etwa von Pleura, Herzbeutel, Abdomen, Abszessen und Gelenken, zum Einsatz.

#### Medizinische Einweg-Endoskope
Einweg-Endoskope kommen bei medizinischen Untersuchungen häufig aus Gründen einer verbesserten Hygiene durch den Ausschluss von Kreuzkontaminationen zum Einsatz. Zudem entfallen die Kosten für das Aufbereitungsverfahren für den Weitergebrauch. Einige Hersteller argumentieren sogar, Einweg-Endoskope seien ressourcenschonender und klimafreundlicher als Mehrweg-Endoskope.
Einweg-Endoskope fallen als technische Geräte nicht in den Anwendungsbereich des Elektro- und Elektronikgerätegesetzes, da In-vitro-Diagnostika vor Ablauf ihrer Lebensdauer infektiös werden könnten (§ 2 Absatz 2 Nummer 10 ElektroG).
Besteht kein Grund zur Annahme einer möglichen Kontamination mit hochansteckenden Viren, können benutzte Einweg-Endoskope über den Restabfall (Abfallschlüsselnummer 180104) entsorgt werden. Bestand Kontakt zu ansteckendem Material, müssen die Instrumente als gefährlicher Abfall (Abfallschlüsselnummer 180103*) entsorgt werden.
Kapselendoskope sind ebenfalls zur einmaligen Anwendung vorgesehen und werden mit dem Stuhl ausgeschieden. Sie sollten nicht in der Toilette heruntergespült werden. Es gelten die gleichen Entsorgungswege wie bei den Einweg-Endoskopen.
Siehe auch: Arbeitsgemeinschaft Gynäkologische Endoskopie

## Neuere Entwicklungen
Aktuell wird in Zusammenarbeit von Forschungsgesellschaften und Herstellern an Endoskopen mit sehr kleinen Arbeitsdurchmessern gearbeitet. Durchmesser vergleichbar der Dicke eines menschlichen Haares sollen helfen, das Einsatzgebiet der Endoskopie in neue Bereiche auszudehnen, z. B.:
- Untersuchungen bestimmter Hirnregionen
- betäubungslose Untersuchungen, für die aufgrund der großen Durchmesser der Geräte heute noch eine Betäubung notwendig ist.

Eventuell werden bald auch CMOS-Bildsensoren in Videoendoskopen eingesetzt. Diese Art von Bildsensoren verspricht eine kostengünstigere Fertigung und weitere Vorteile in der Bildbearbeitung.
LEDs werden in ihrer Leistungsfähigkeit und Lichtausbeute immer besser, so dass es bereits Hersteller gibt, die sie in starren Videoendoskopen verbauen. LEDs erreichen heute eine Lichtausbeute von über 200 lm/W und der Stromverbrauch – wichtig bei akkubetriebenen Lichtquellen – ist geringer als bei herkömmlichen Lichtquellen.
Da die Handhabung von Instrumenten hohe Anforderungen an den Endoskopierenden hinsichtlich der Koordination der Instrumentes im Raum stellt, wird von Seiten der Industrie seit einigen Jahren die 3D-Technik zur Verfügung gestellt. Hierzu sind geeignete Instrumente (Monitoren und Brillen) zur einwandfreien Bilddarstellung notwendig.

## Normen
- EN 60601-2-18 Norm für Hersteller von Endoskopen